# Cyprian Kizito Lwanga
Cyprian Kizito Lwanga (Nagalama, Distrito de Mukono, 19 de enero de 1953-Kampala, 3 de abril de 2021) fue un arzobispo católico, canonista y teólogo ugandés. El papa Benedicto XVI le nombró el 19 de agosto de 2006 como nuevo arzobispo metropolitano de la Arquidiócesis de Kampala.

## Primeros años y formación
Nació un 19 de enero de 1953 en la pequeña localidad ugandesa de Nagalama, situada en el Distrito de Mukono y Región Central.
Su padre era catequista, lo que le sirvió de inspiración para en un futuro dedicar su vida al sacerdocio. Su familia es numerosa, ya que tiene un total de cuatro hermanos y cuatro hermanas.
Después de su educación primaria, en 1964 decidió ingresar en el Seminario Menor de Nyenga. Luego en 1972 pasó a estudiar Filosofía en el "Katigondo National Major Seminary" de Masaka y en 1974 se graduó en Teología por el Seminario de Ggaba.
Finalmente el 9 de abril de 1978 fue ordenado sacerdote para la Arquidiócesis de Kampala, por el entonces Cardenal-Arzobispo Metropolitano, Emmanuel Nsubuga.
Tiempo más tarde pasó una larga estancia en Francia y después marchó hacia Italia, donde obtuvo un Doctorado en Derecho Canónico por la Pontificia Universidad Urbaniana de Roma.
Durante el tiempo que estuvo por Roma, cabe destacar que la Santa Sede le otorgó el título honorífico de Capellán de Su Santidad.

## Carrera episcopal
El 30 de noviembre de 1996 fue elevado al episcopado, cuando el papa Juan Pablo II le nombró primer obispo de la que fue la recién creada Diócesis de Kasana-Luweero.
Recibió la consagración episcopal el 1 de marzo de 1997, a manos del Cardenal-Arzobispo Metropolitano de Kampala, Emmanuel Wamala actuando en calidad de consagrante principal.
Como coconsagrantes tuvo al entonces obispo de Jinja, Joseph B. Willigers y al entonces obispo de Fort Portal, Paul Lokiru Kalanda.
Seguidamente el 19 de agosto de 2006 fue nombrado por el papa Benedicto XVI como arzobispo metropolitano de Kampala, para reemplazar al cardenal Wamala que presentó su renuncia tras alcanzar el límite de los 75 años de edad.
Tomó posesión oficial de esta nueva sede el día 30 de septiembre de ese mismo año.
El 30 de junio de 2007 recibió el palio a manos del Papa, en la Basílica de San Pedro de la Ciudad del Vaticano.